# Ментон (Алабама)
Ментон (енгл. Mentone) град је у америчкој савезној држави Алабама. По попису становништва из 2010. у њему је живело 360 становника.

## Демографија
Према попису становништва из 2010. у граду је живело 360 становника, што је 91 (20,2%) становника мање него 2000. године.
| Група             | 2000.       | 2010.       |
| Белци             | 429 (95,1%) | 332 (92,2%) |
| Афроамериканци    | 5 (1,1%)    | 7 (1,9%)    |
| Азијати           | 0 (0,0%)    | 0 (0,0%)    |
| Хиспаноамериканци | 1 (0,2%)    | 2 (0,6%)    |
| Укупно            | 451         | 360         |